# Mario Mlacher
Mario Mlacher (Trieste, 20 marzo 1920 – ...) è stato un calciatore italiano, di ruolo centrocampista.

## Carriera
Giocò in Serie A con la Triestina, squadra nella quale militò già in gioventù e dalla quale fu inviato in prestito all'Ampelea.